# Drosophila latifrons
Drosophila latifrons este o specie de muște din genul Drosophila, familia Drosophilidae, descrisă de Adams în anul 1905. Conform Catalogue of Life specia Drosophila latifrons nu are subspecii cunoscute.